# 새누리당 (2017년)
새누리당은 2017년 일부 친박(친(親)박근혜) 지지자들이 창당한 대한민국의 보수 정당이다. 2017년 4월 5일 장충체육관에서 창당대회를 열고 정식 창당했다.

## 역사
2016년 하반기부터 박근혜-최순실 게이트가 불거지자 당시 새누리당(현 국민의힘)의 비박계 등은 박근혜 대통령 탄핵에 동조하였고, 이들은 결국 바른정당의 창당으로 이어졌다. 곧 새누리당은 자유한국당으로 당명을 바꾸었다.
이로 인해 주인이 없게 된 새누리당이라는 당명을 일부 친박 지지자들이 사용하기 된다. 2017년 2월 21일 새누리당 창당준비위원회가 결성되었으며, 사흘 뒤 선거관리위원회에 등록되었다. 뒤이어 3월 중순에는, 4월 12일 재보선에 후보를 공천하겠다고 밝혔지만 창당이 늦어졌기 때문에 무산되었다.
4월 5일 장충체육관에서 창당대회를 열었다. 사흘 뒤 4월 8일 조원진 대구 달서병 국회의원이 자유한국당을 탈당하였고, 조원진 의원은 이튿날인 4월 9일 입당원서를 제출하여 새누리당은 원내정당이 되었다.
4월 10일 새누리당의 정당 등록이 완료되었다. 4월 11일에는 조원진 의원 지역구의 대구광역시의원 1명과 달서구의원 3명이 조원진 의원 측에 자유한국당 탈당계와 새누리당 입당원서를 제출하여, 조원진 의원 측이 이를 제출하는대로 새누리당은 광역의원 1명, 기초의원 3명을 보유하게 된다. 4월 11일 비상대책위원회에서 경선 후보로 단독 입후보한 조원진을 새누리당 19대 대선 후보로 공식 확정했다.
새누리당 당권을 장악한 친박사모계는 대선 이후 친조원진계 (변희재, 정미홍, 지방의원 등)를 징계하기 시작했다. 6월에는 2017년 대통령 선거 당내경선에서 대통령 후보로 선출되었던, 조원진을 제명한다고 발표했다. 그러나 조원진은 징계를 따를 수 없다고 밝혔기 때문에 새누리당 당헌에서 정한 국회의원 2/3 이상의 찬성은 물론 정당법 33조에서 규정한 국회의원 1/2 이상의 찬성이 없어 조원진이 법적으로 제명되지 않아 1석을 유지하고 있던 상태였다. 한편 조원진 의원과 조원진계 당원들은 탈당하여 대한애국당을 창당하였고 대한애국당이 창당됨과 동시에 원외 정당이 되었다.

## 주요 선거 기록

### 대통령 선거
|  | 0.13% |

|  | 0.01% |

### 국회의원 선거
|  | 0% |

|  | 0.28% |

|  | 0% |

|  | 0% |

|  | 0.2% |

|  | 0% |